# Christer Betsholtz
Christer Betsholtz (* 11. Juli 1959 in Stockholm) ist ein schwedischer Pathologe und Biochemiker (Gefäßbiologie).
Betsholtz erwarb 1981 sein Vordiplom in Medizin und wurde 1986 an der Universität Uppsala in Pathologie promoviert. Danach war er dort Dozent für experimentelle Pathologie und 1989 bis 1993 Forschungsprofessor (Särskild Forskartjänst) des schwedischen Forschungsrats bzw. der schwedischen Krebsforschungs-Gesellschaft (Cancer Foundation). 1993 wurde er Professor für medizinische und physiologische Chemie an der Universität Göteborg und 2004 Professor für Vaskularbiologie am Karolinska-Institut. Er ist Professor an der Universität Uppsala und am Karolinska-Institut in Stockholm, wo er 2016 Direktor des  Integrated Cardio Metabolic Centre (ICMC) wurde. Außerdem ist er leitender Wissenschaftler bei AstraZeneca, die 2013 Mitgründer des ICMC waren.
Er befasst sich mit Angiogenese (z. B. Wirkungsweise des Vascular Endothelial Growth Factor) und der Rolle von Pericyten beim Zusammenhalt von Blutgefäßen. 2000 war er an der Entdeckung von PDGF-C beteiligt und untersuchte die Wirkung weiterer PDGF.
2018 erhielt er den Louis-Jeantet-Preis.
Er ist Mitglied der Academia Europaea (2003) und der European Molecular Biology Organization (EMBO). 2007 wurde er Mitglied der Königlich Schwedischen Akademie der Wissenschaften. 2012 erhielt er einen ERC Advanced Grant. 2009 bis 2013 war er Söderberg Professor für Medizin und 2010 erhielt er den Axel Hirsch Preis des Karolinska-Instituts. 2006 wurde er Mitglied der Nobel-Versammlung am Karolinska-Institut und 2007 bis 2010 war er Adjunct Member des Nobelkomitees.

## Schriften (Auswahl)
- mit P. Levéen u. a.: Mice deficient for PDGF B show renal, cardiovascular, and hematological abnormalities, Genes & development, Band 8, 1994, S. 1875–1887
- mit P. Lindahl, B. R. Johansson, P. Levéen: Pericyte loss and microaneurysm formation in PDGF-B-deficient mice, Science, Band 277, 1997, S. 242–245
- mit M. Hellstrom, P. Lindahl, A. Abramsson: Role of PDGF-B and PDGFR-beta in recruitment of vascular smooth muscle cells and pericytes during embryonic blood vessel formation in the mouse, Development, Band 126, 1999, S. 3047–3055
- mit M. Hellström u. a.: Lack of pericytes leads to endothelial hyperplasia and abnormal vascular morphogenesis, Journal of Cell Biology, Band 153, 2001, S. 543–554
- mit H. Gerhardt u. a.: VEGF guides angiogenic sprouting utilizing endothelial tip cell filopodia, Journal of Cell Biology, Band 161, 2003, S. 1163–1177
- mit H. Gerhardt: Endothelial-pericyte interactions in angiogenesis, Cell and tissue research, Band 314, 2003, S. 15–23
- mit M. J. Karkkainen u. a.: Vascular endothelial growth factor C is required for sprouting of the first lymphatic vessels from embryonic veins, Nature Immunology, Band 5, 2004, S. 74–80
- mit A. Armulik, A. Abramsson: Endothelial/pericyte interactions, Circulation research, Band 97, 2005, S. 512–523
- mit M. Hellström u. a.: Dll4 signalling through Notch1 regulates formation of tip cells during angiogenesis, Nature, Band 445, 2007, S. 776–780
- mit J. Andrade, R. Gallini: Role of platelet-derived growth factors in physiology and medicine, Genes & development, Band 22, 2008, Nr. 10, S. 1276–1312
- mit A. Armulik u. a.: Pericytes regulate the blood-brain barrier, Nature, Band 468, 2010, S. 557–561
- mit A. Armulik, G. Genové: Pericytes: developmental, physiological, and pathological perspectives, problems, and promises, Developmental cell, Band 21, 2011, S. 193–215